# Pragfriedhof

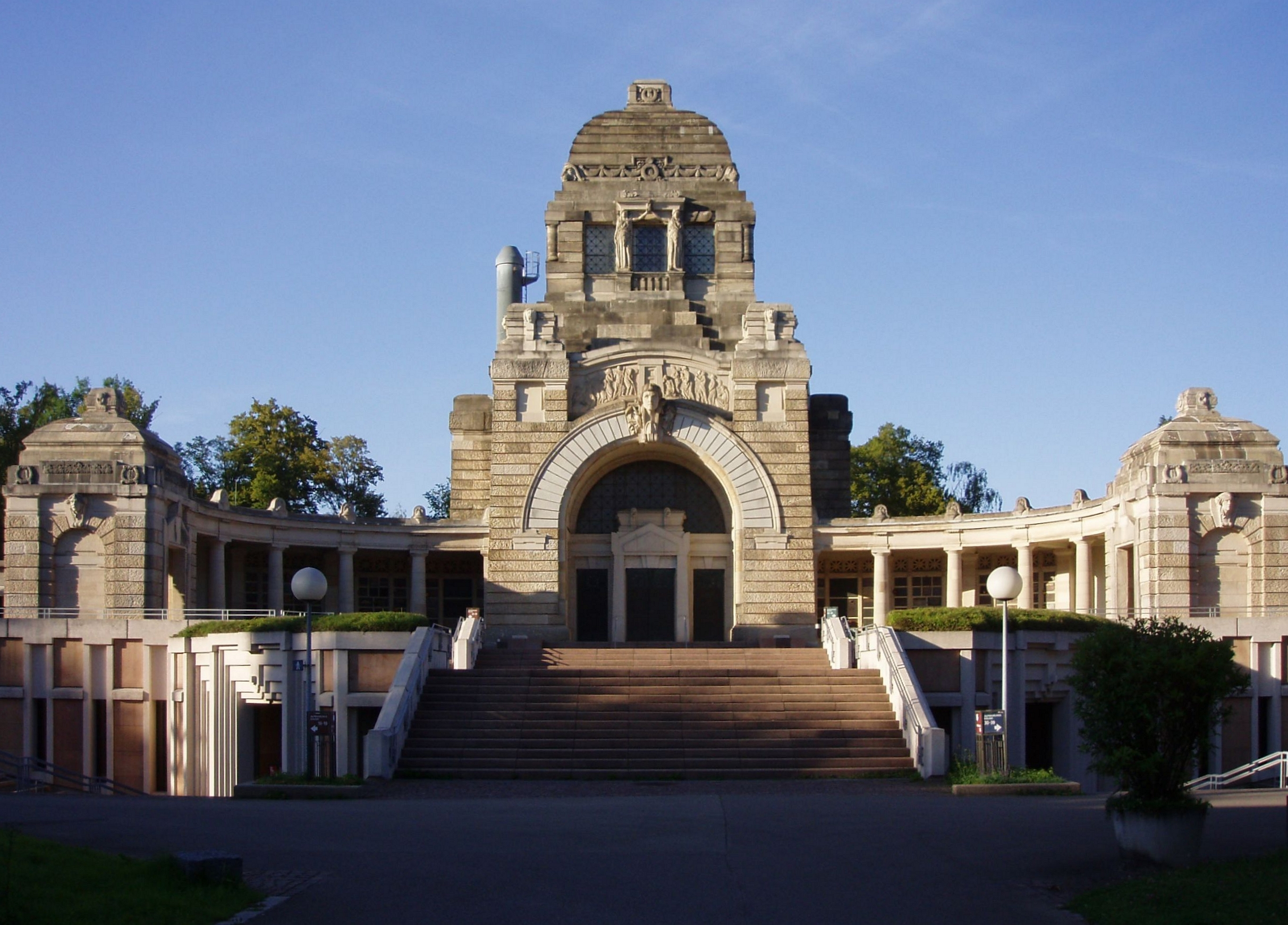
Crematório do Pragfriedhof

O Pragfriedhof é um cemitério em Stuttgart. Com área de 21 hectares, é o terceiro maior cemitério de Stuttgart em área e com 29.000 sepulturas o maior cemitério em ocupação sepulcral. Possui uma área geral para todas as religiões e uma parte separada para judeus.

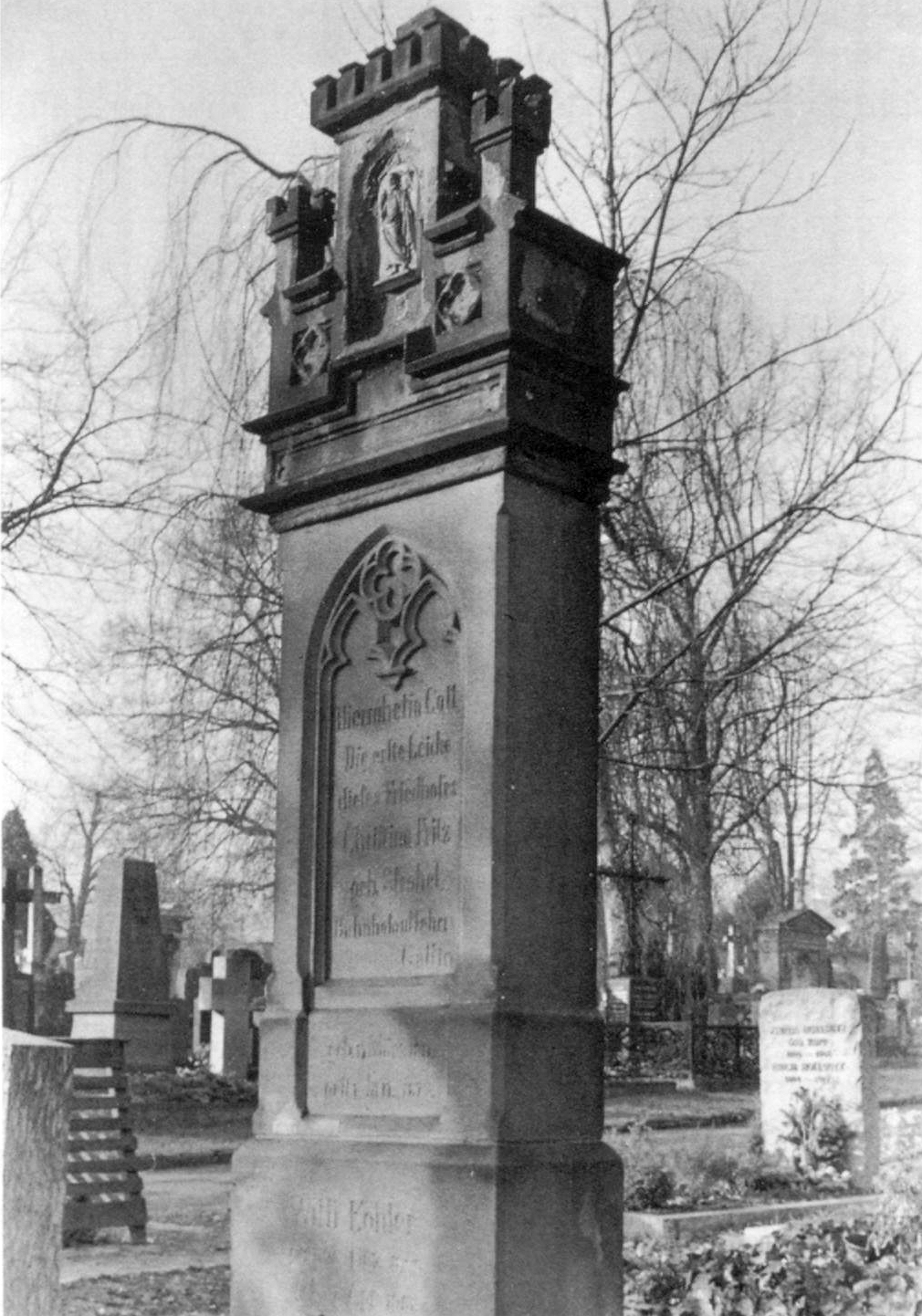
Sepultura de Christiane Fritz, "primeiro cadáver deste cemitério", 1873.

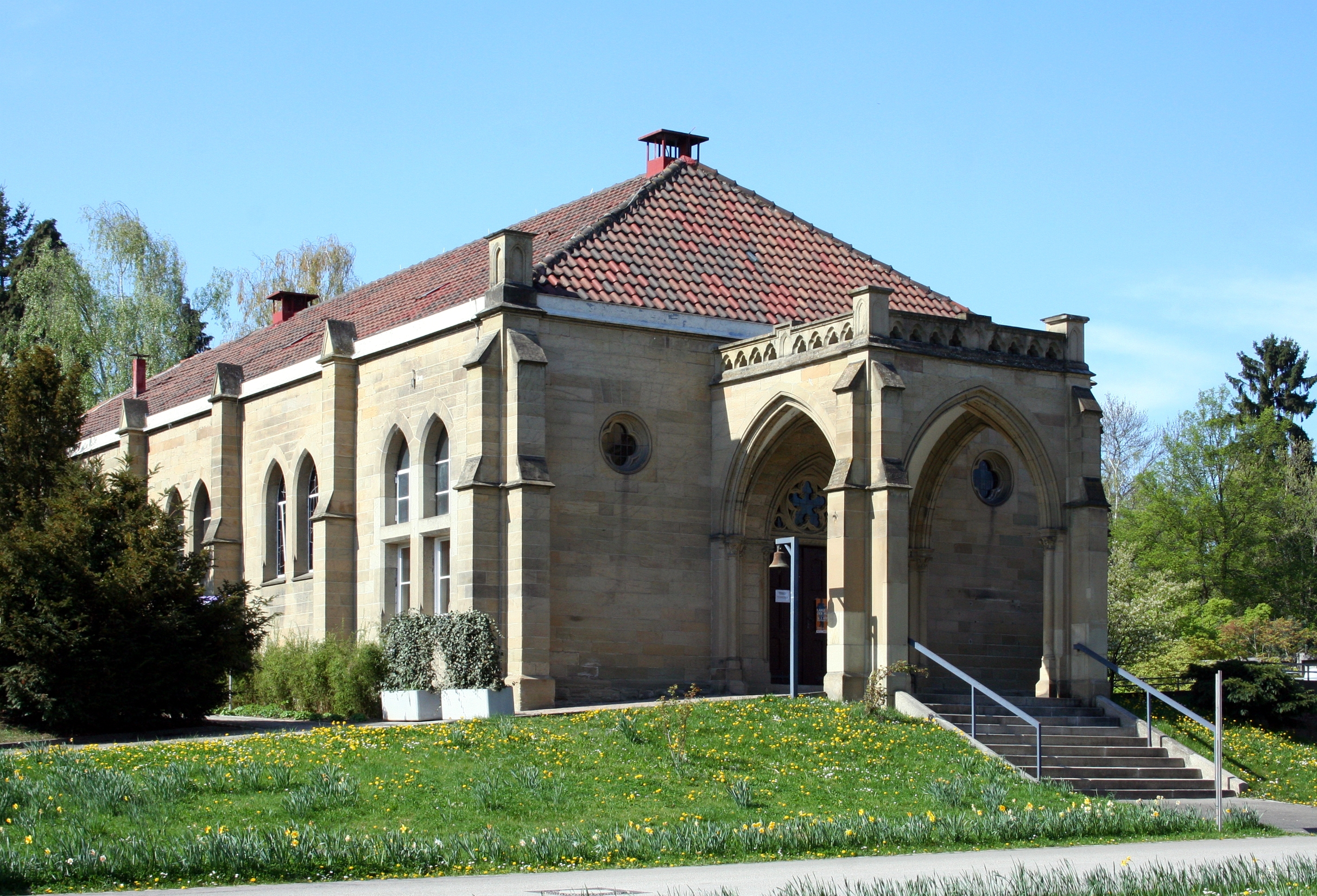
Antiga Leichenhaus
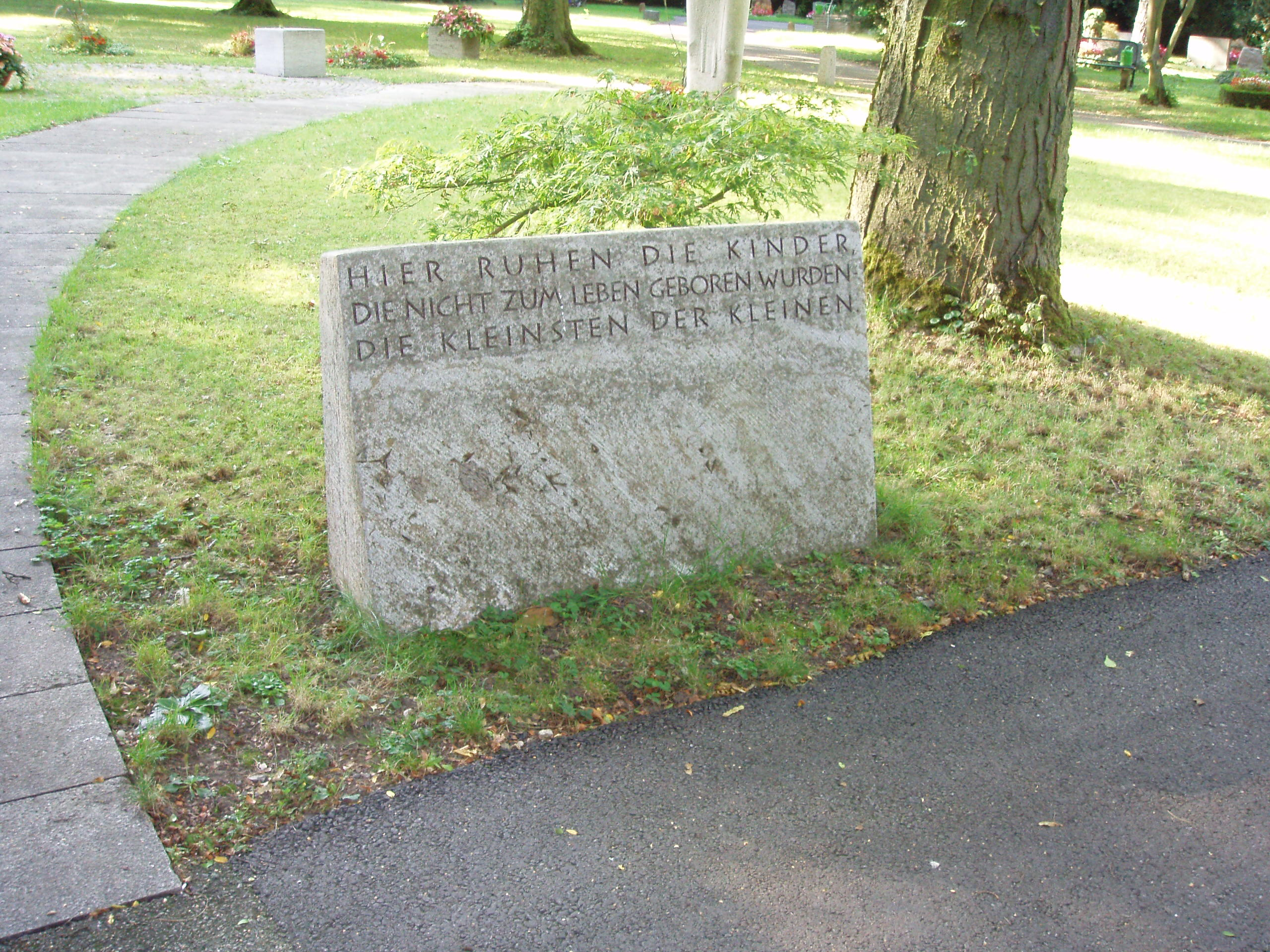
Acesso ao cemitério para abortos
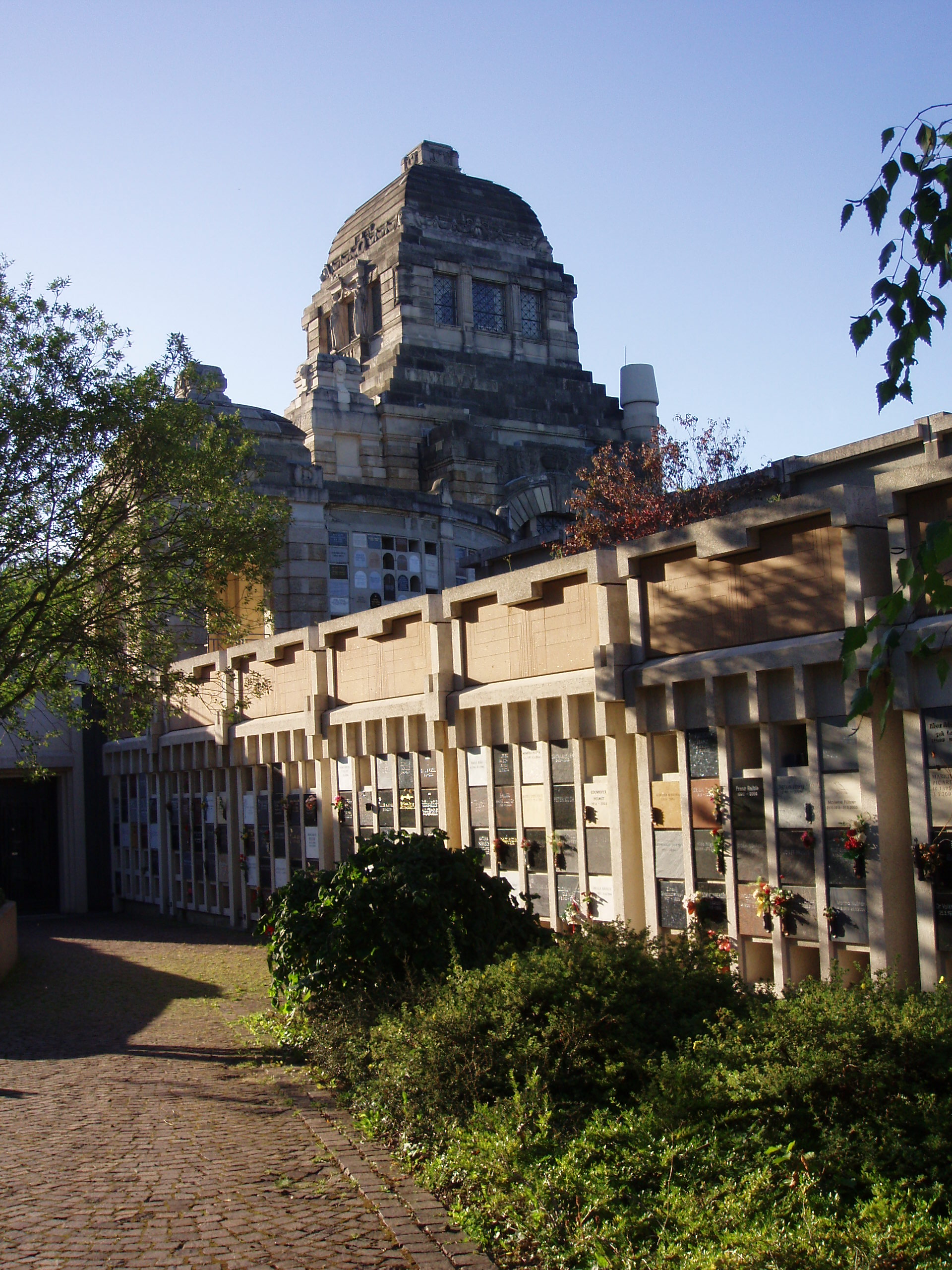
Columbário e crematório
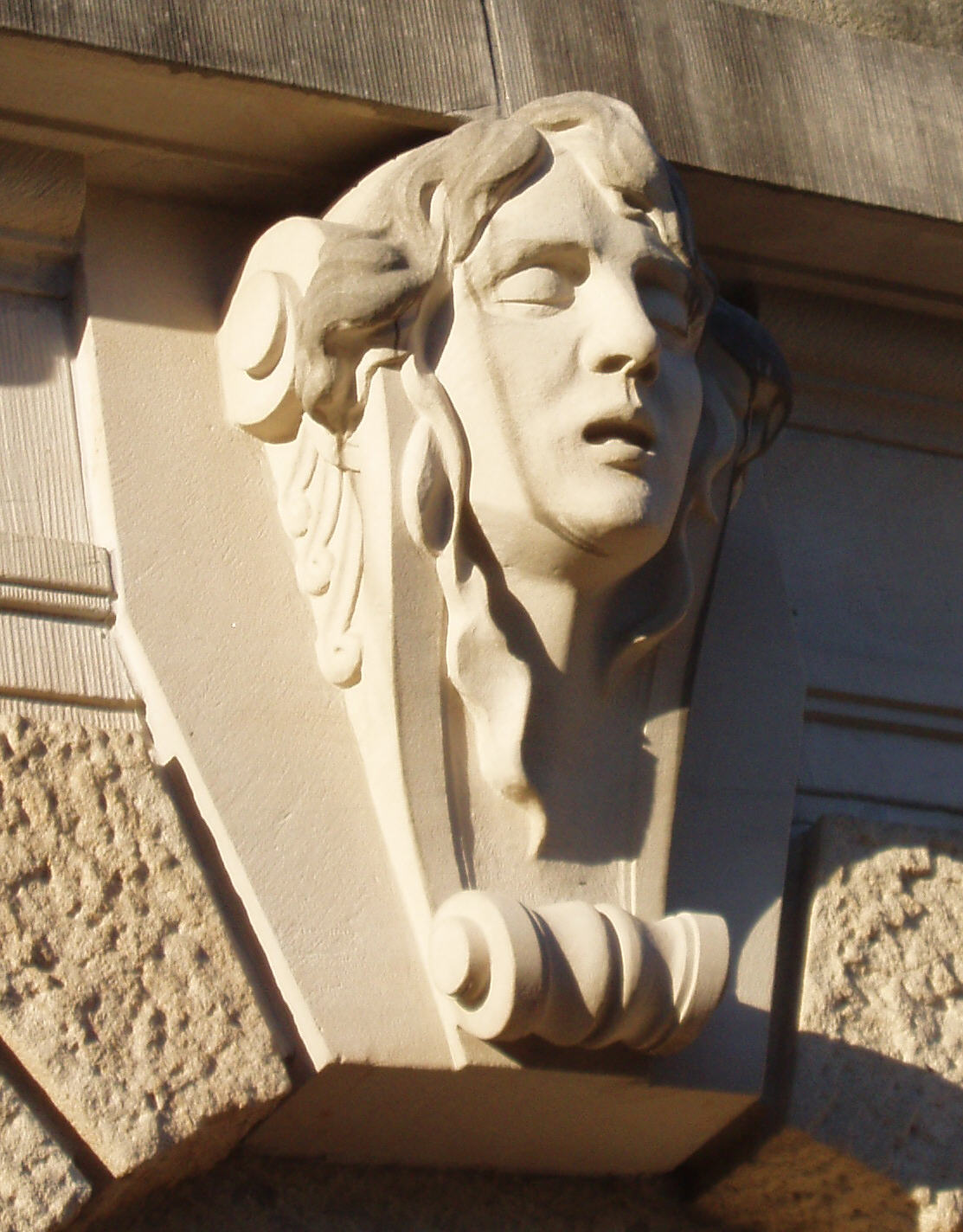
Detalhe do crematório
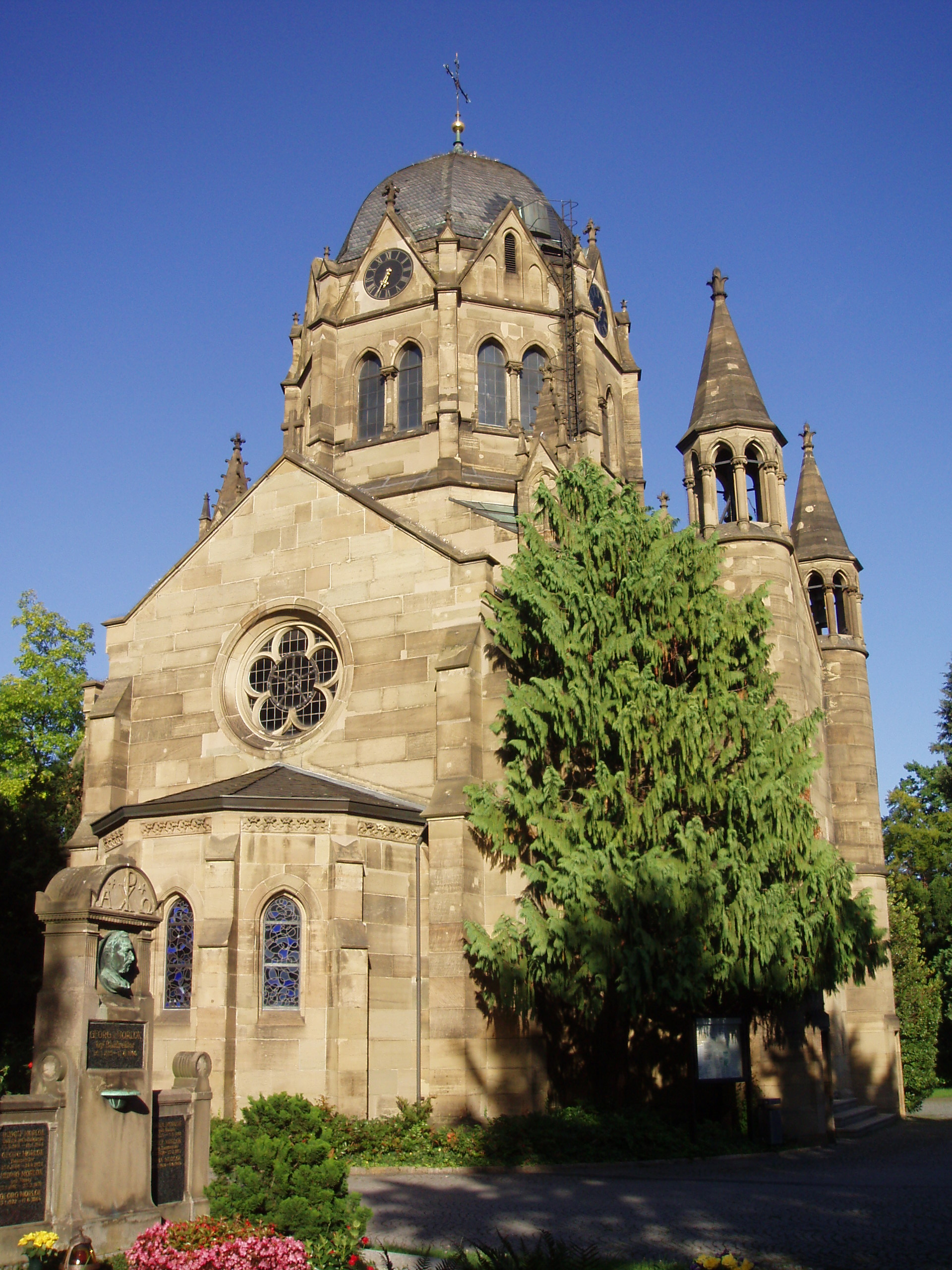
Igreja ordodoxa russa, a esquerda na imagem a sepultura de Georg von Morlok
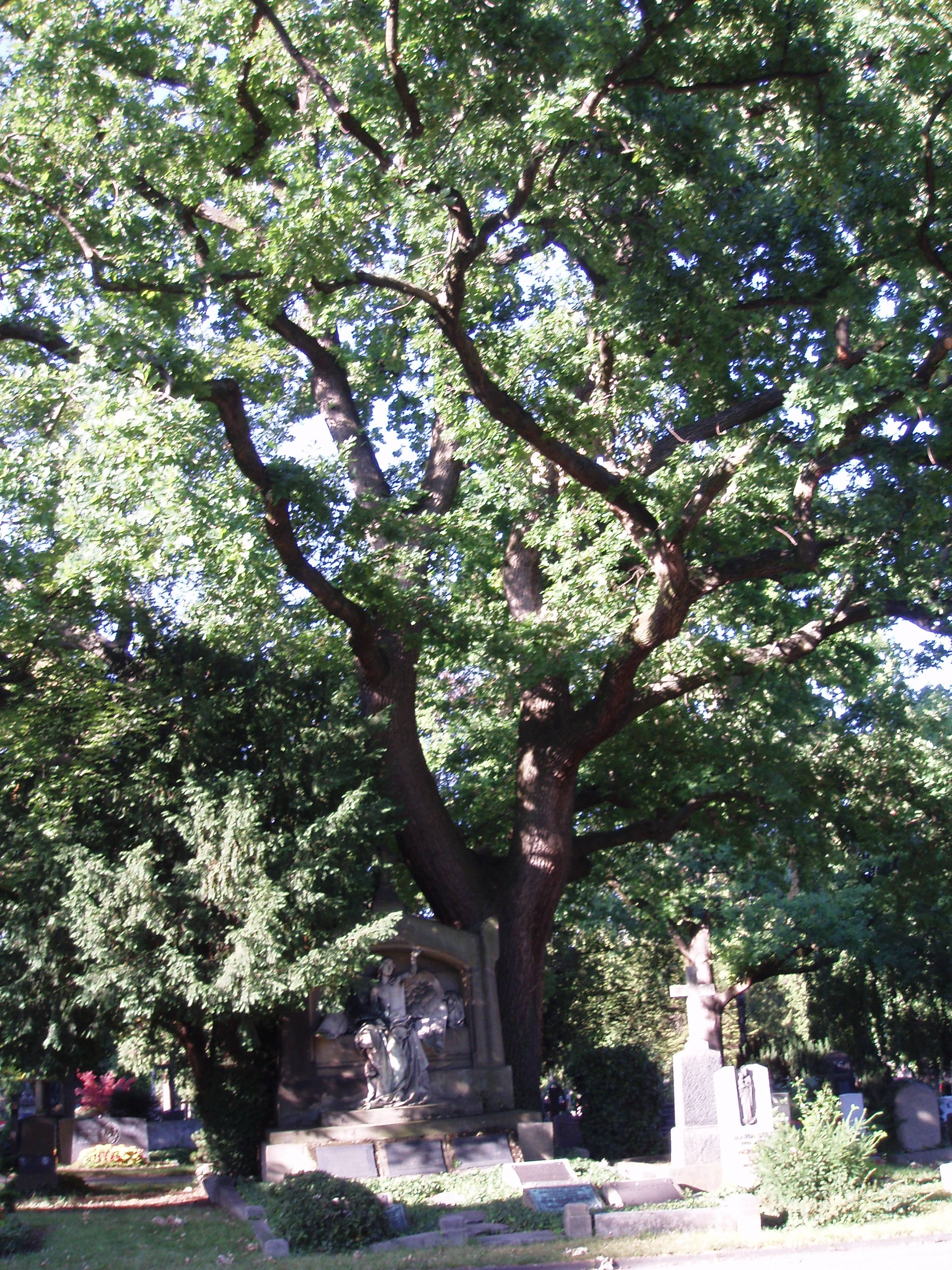
Sepulturas e vegetação

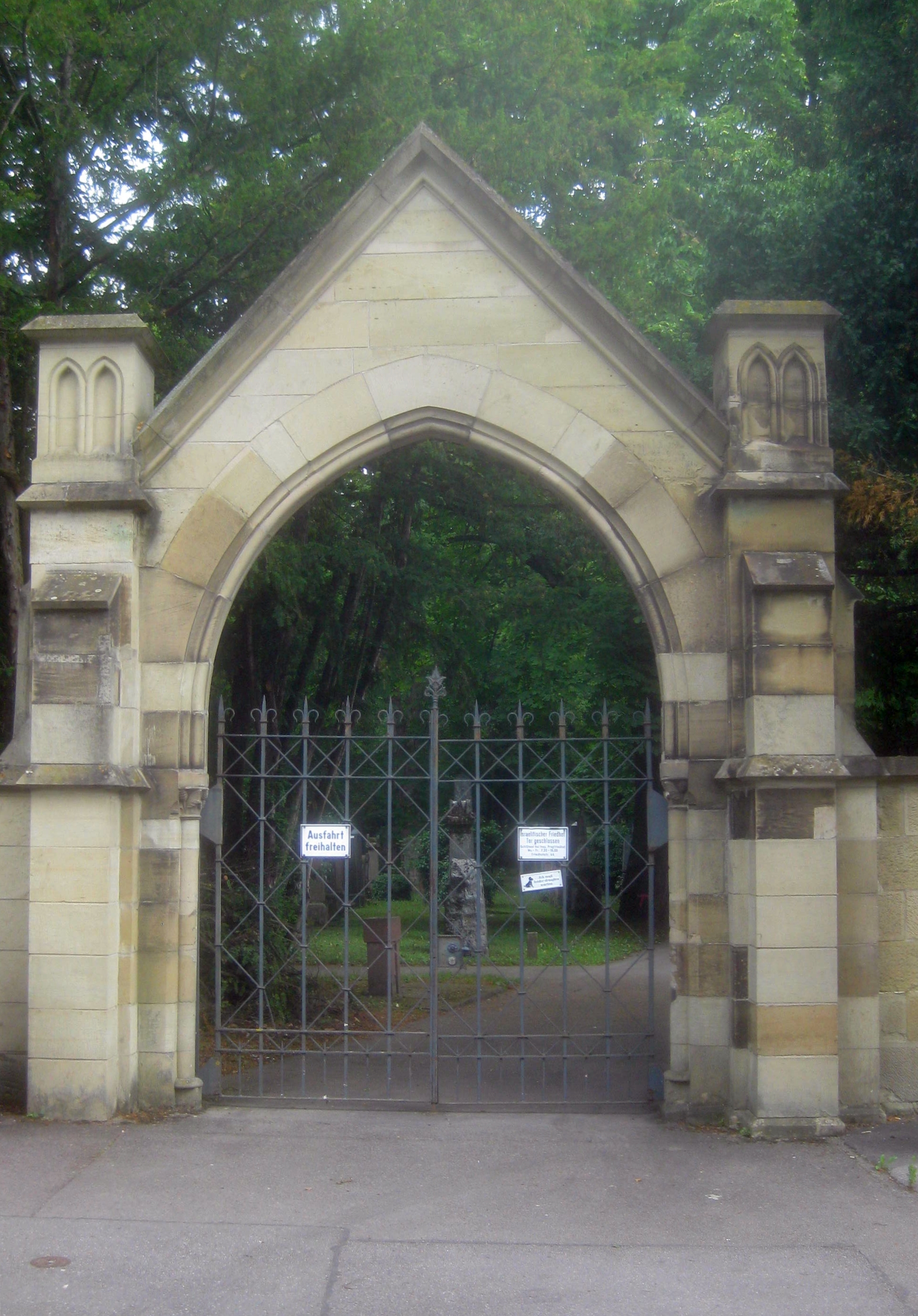
Portão de entrada da parte israelita
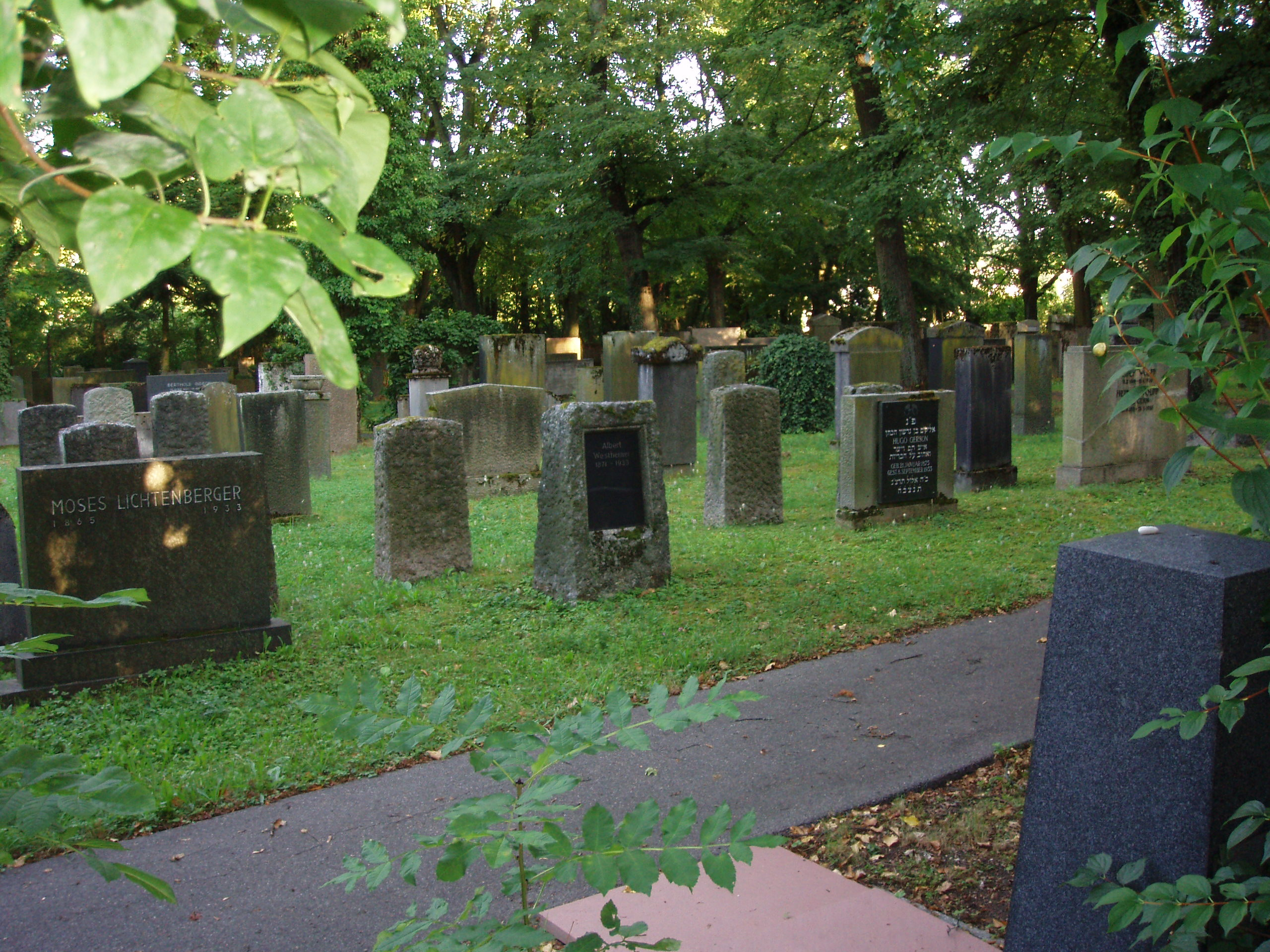
Cemitério na seção 21
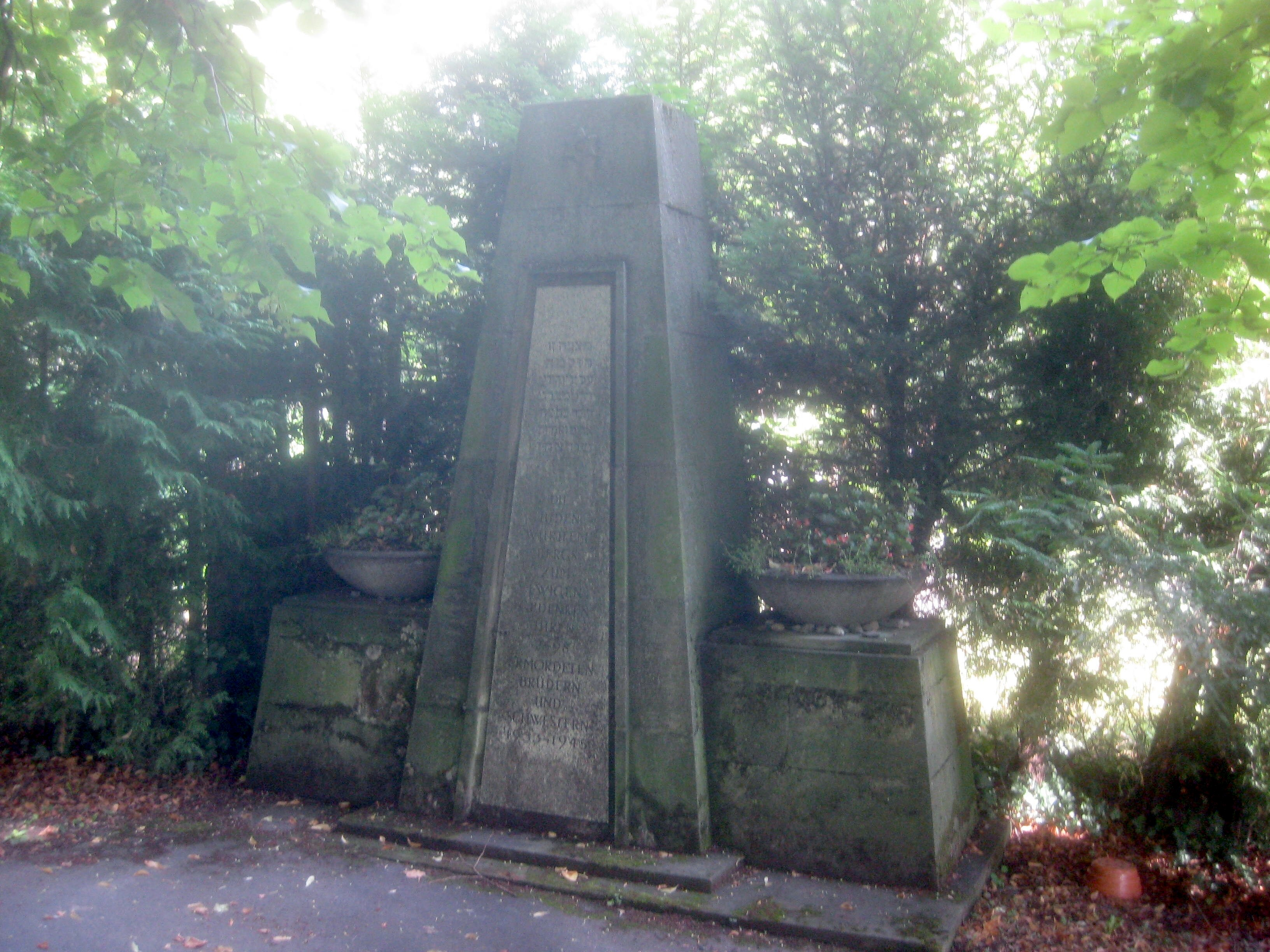
Memorial para os 2498 judeus de Württemberg mortos pelos nazistas

## Sepultamentos

### Parte geral
| → Legenda e classificação das colunas |                                                        |
| Legenda |                                                        |
| \| # \| Número da seção onde está localizada a sepultura. \| \| P \| Sepultura Proeminente. \| \| K \| Sepultura com obra de arte ou notável por outra causa. \| \| * \| Ano de nascimento. \| \| † \| Ano de morte. \| |                                                        |
| # | Número da seção onde está localizada a sepultura.      |
| P | Sepultura Proeminente.                                 |
| K | Sepultura com obra de arte ou notável por outra causa. |
| * | Ano de nascimento.                                     |
| † | Ano de morte.                                          |

| Imagem              | #           | P | K | Sepultura | *    | †    | Artista / Objeto |
| ------------------- | ----------- | - | - | --- | ---- | ---- | --- |
|                     | ?           |   | K | Louis Andreas. | 1840 | 1908 | C. Clappier, Gruft. |
|                     | 03          | P | K | Otto Baisch, escritor.                                                                                             | 1840 | 1892 | relevo em bronze com retrato, Sandsteinrelief mit Leier.                                                                                   |
|                     | ?           | P |   | Wilhelm Bazille, presidente de Württemberg.                                                                        | 1874 | 1934 | |
|                     | 02          | P |   | Willi Baumeister, pintor.                                                                                          | 1889 | 1955 | |
|                     | ?           | P |   | Egon Reichsgraf von Beroldingen, piloto.                                                                           | 1885 | 1933 | |
|                     | 07          |   | K | Karl Blankenhorn, arquiteto.                                                                                       | 1869 | 1943 | Carl Fanghänel, escultura de uma mãe com seu filho.                                                                                        |
|                     | 07          |   | K | Ludwig Blankenhorn, mestre de obras.                                                                               | 1843 | 1901 | Carl Fanghänel, escultura de uma mãe com seu filho.                                                                                        |
|                     | 04          | P | K | Wilhelm Blos, presidente de Württemberg.                                                                           | 1849 | 1927 | relevo em bronze com retrato. |
|                     | 39          | P | K | Eugen Bolz, político e Widerstandskämpfer gegen den Nationalsozialismus                                            | 1881 | 1945 | Hochrelief einer Pietà in einer Nische. |
|                     | ?           |   | K | Adolf Brommer, médico.                                                                                             | 1873 | 1941 | Skulptur einer liegenden Trauernden. |
|                     | ?           | P | K | Friedrich Graf von Degenfeld-Schonburg, Dragonermajor.                                                             | 1878 | 1969 | Bronzerelief mit Wappen e Inschrift. |
|                     | ?           | P | K | Rudolf Dietelbach, escultor.                                                                                       | 1847 | 1917 | Rudolf Dietelbach, Bronzerelief mit dem Porträt von Dietelbachs erster Frau Sara Gaby.                                                     |
|                     | ?           | P |   | Christian von Dillmann, pedagogo e Schulreformer.                                                                  | 1829 | 1899 | |
|                     | 14          | P |   | Axel Dünnwald-Metzler, langjähriger Präsident der Stuttgarter Kickers.                                             | 1939 | 2004 | |
|                     | 01          | P | K | Joseph von Egle, arquiteto.                                                                                        | 1818 | 1899 | Grabdenkmal mit Säule e Kreuz. |
|                     | (Westmauer) | P |   | Hermann Ehmann, Oberbaurat.                                                                                        | 1844 | 1905 | |
|                     | 04          | P | K | Emil Engelmann, Schaumweinfabrikant e escritor.                                                                    | 1837 | 1900 | Sepultura com relevo em bronze. |
|                     | 04          | P | K | Friedrich Engelmann, Finanzgerichtspräsident.                                                                      | 1879 | 1962 | Sepultura com relevo em bronze. |
|                     | 08          | P |   | Karl Etzel, engenheiro ferroviário e arquiteto.                                                                    | 1812 | 1865 | |
|                     | 13          | P |   | Wilhelm Emil Fein, inventor da furadeira manual elétrica.                                                          | 1842 | 1898 | Seputura com relevo em bronze. |
|                     | 17          | P |   | Cäsar Flaischlen, escritor.                                                                                        | 1864 | 1920 | |
|                     | 55          | P |   | Kurt Floericke, Forschungsreisender.                                                                               | 1869 | 1934 | |
|                     | 09          | P | K | Christiane Fritz geb. Strobel, Frau des Bahnhofaufsehers, „erste Leiche dieses Friedhofs“.                         | 1817 | 1873 | |
|                     | 44          |   | K | Familie Nicolas Gaucher.                                                                                           | 1846 | 1911 | Georg Rheineck, lebensgroße Figur der 1895 mit 21 Jahren gestorbenen Tochter der Familie Gaucher.                                          |
|                     | 01          | P | K | Karl von Gerok, teólogo e lírico.                                                                                  | 1815 | 1890 | Steinkreuz e steinernes Reliefmedaillon.                                                                                                   |
|                     | 18          | P |   | Albrecht Goes, escritor e teólogo.                                                                                 | 1908 | 2000 | |
|                     | 03          | P | K | Friedrich Wilhelm Hackländer, escritor.                                                                            | 1816 | 1877 | Obelisk mit bronzenem Reliefmedaillon. |
|                     | 08          | P | K | Eduard von Hallberger, Verleger.                                                                                   | 1822 | 1880 | Adolf Gnauth, Mausoleum, 1875/1876. |
|                     | 08          | P | K | Ludwig Hallberger, Verleger.                                                                                       | 1796 | 1879 | Adolf Gnauth, Mausoleum, 1875/1876. |
|                     | ?           | P |   | Käte Hamburger, Literaturhistorikerin.                                                                             | 1896 | 1992 | |
|                     | 19          |   | K | Albert Hangleiter, mestre de obras e königlicher Hofwerkmeister.                                                   | 1846 | 1916 | Daniel Stocker, Skulptur einer sitzenden Trauernden.                                                                                       |
|                     | 02          |   | K | Auguste Haug. |      |      | Karl Kopp, Skulptur einer sitzenden Trauernden.                                                                                            |
|                     | 33          | P |   | Philipp Held, Gartenbauinspektor.                                                                                  | 1856 | 1906 | Bronzebüste |
|                     | ?           | P |   | Karl Hengerer, arquiteto.                                                                                          | 1863 | 1943 | |
|                     | 20          | P | K | Theodor Heuglin, Forschungsreisender.                                                                              | 1824 | 1876 | Joseph von Kopf, Bronzemedaillon mit dem Brustbild von Theodor Heuglin auf einem 2 Meter hohen Tonschiefer-Findling aus Bad Waldsee, 1879. |
|                     | 05          | P | K | Julius Hoelder, político.                                                                                          | 1819 | 1887 | Grabstele mit Büste. |
|                     | 08          | P | K | Ludwig von Hofer, escultor.                                                                                        | 1801 | 1887 | Theodor Bausch, Grabstele mit Büste. |
|                     | ?           | P |   | Albert Kappis, pintor e Lithograph.                                                                                | 1836 | 1914 | |
|                     | 02          |   | K | Eduard B. Kaupe, Foto vor 1904.                                                                                    | 1812 | 1898 | Eisenlohr & Weigle, klassizistisches Grabdenkmal mit Marmoramphore e Bronzegeländer, nach 1897.                                            |
|                     | 02          |   | K | Eduard B. Kaupe.                                                                                                   | 1812 | 1898 | Eisenlohr & Weigle, klassizistisches Grabdenkmal, nach 1897, Marmoramphore e Bronzegeländer fehlen heute.                                  |
|                     | ?           | P |   | Julius Keck, político.                                                                                             | 1869 | 1924 | |
|                     | ?           | P | K | Christian von Knapp, württembergischer Finanzminister.                                                             | 1800 | 1861 | Grabdenkmal mit Bronzerelief. |
|                     | 01          | P | K | Rudolf Knosp, Chemieunternehmer.                                                                                   | 1820 | 1897 | Grabdenkmal mit Ornamentreliefs e Engelköpfchen.                                                                                           |
|                     | 16          |   | K | Familie Köchele.                                                                                                   |      |      | Theodor Bausch, Relief einer sitzenden Trauernden.                                                                                         |
|                     | ?           | P |   | Wilhelm Kohlhammer, Verleger (Kohlhammer Verlag).                                                                  | 1839 | 1893 | |
|                     | 32 (Zaun)   | P |   | Alfred Kröner, Verlagsbuchhändler.                                                                                 | 1861 | 1922 | |
|                     | ?           | P |   | Theodor Kroner, Stadtrabbiner (1893–1922) e Gelehrter.                                                             | 1845 | 1923 | |
|                     | 13          | P |   | Theodor von Landauer, arquiteto.                                                                                   | 1816 | 1894 | |
|                     | 01          | P | K | Christian Friedrich von Leins, arquiteto.                                                                          | 1814 | 1892 | Grabdenkmal mit Büste. |
|                     | 15          | P |   | Louis Leitz, Erfinder des Leitz-Ordners.                                                                           | 1846 | 1918 | |
|                     | ?           | P |   | Otto Lueger, Ingenieur, Baubeamter e Hochschullehrer                                                               | 1843 | 1911 | |
|                     | ?           | P | K | Otto von Marchtaler, württembergischer Generaloberst.                                                              | 1854 | 1920 | Sepultura com relevo em bronze. |
|                     | ?           | P |   | Familie Marquardt, Hoteliers.                                                                                      |      |      | |
|                     | ?           | P |   | Karl Mauch, Afrikaforscher.                                                                                        | 1837 | 1875 | |
|                     | ?           |   | K | Emil Möhrlin. | 1853 | 1900 | Heinrich e Hermann Macholt, Skulptur einer stehenden Trauernden.                                                                           |
|                     | ?           | P |   | Ruth Mönch, atriz e Moderatorin, Ehefrau von Willy Seiler.                                                         | 1926 | 2000 | |
|                     | 10          | P | K | Eduard Mörike, escritor.                                                                                           | 1804 | 1875 | Grabdenkmal mit Büste e Ornamentreliefs.                                                                                                   |
|                     | 04          | P | K | Georg von Morlok, arquiteto.                                                                                       | 1815 | 1896 | Grabdenkmal mit Bronzebüste. |
|                     | 04          | P | K | Eduard Otto Moser, fabricante de chocolate.                                                                        | 1818 | 1879 | Theodor Bausch, klassizistisches Grabdenkmal mit Bronzetür e Engelstandbild.                                                               |
|                     | 25          | P | K | Otto Müller, escritor.                                                                                             | 1816 | 1894 | Theodor Bausch, Grabmal mit bronzenem Porträtrelief e liegender Frauenfigur aus Bronze, 1901.                                              |
|                     | 29          |   | K | Familie Müller-Luz.                                                                                                |      |      | Daniel Stocker, Skulptur einer knienden Trauernden.                                                                                        |
|                     | ?           | P |   | Ernst Moritz Mungenast, escritor e jornalista.                                                                     | 1898 | 1964 | |
|                     | ?           | P |   | Bernhard von Neher, pintor.                                                                                        | 1806 | 1886 | |
|                     | ?           | P |   | Hans Nibel, technischer Direktor von Daimler-Benz.                                                                 | 1880 | 1934 | |
|                     | 16          | P | K | Adolf Nill, médico veterinário e Besitzer von Nills Tiergarten in Stuttgart, filho de Johannes Nill.               | 1861 | 1945 | Obelisk aus schwarzem Kunststein. |
|                     | 16          | P | K | Hans Nill,arquiteto, filho de Adolf Nill.                                                                          | 1905 | 1965 | Obelisk aus schwarzem Kunststein. |
|                     | 16          | P | K | Johannes Nill, Gründer von Nills Tiergarten in Stuttgart.                                                          | 1825 | 1894 | Obelisk aus schwarzem Kunststein. |
|                     | 08          | P |   | Roland Ostertag, arquiteto.                                                                                        | 1931 | 2018 | |
|                     | Westmauer   | P |   | Eduard Pfeiffer, Bankier e Sozialreformer.                                                                         | 1835 | 1921 | |
|                     | ?           | P |   | Gustav Pfizer, escritor.                                                                                           | 1807 | 1890 | |
|                     | 53          |   | K | Pfleiderer. | -    | -    | Zwei Trauernde. |
|                     | ?           | P | K | Karl Christian Planck, Philosoph.                                                                                  | 1819 | 1880 | Grabstele mit Reliefmedaillon. |
|                     | ?           | P |   | Hermann Ploucquet, Tierpräparator.                                                                                 | 1816 | 1878 | |
|                     | 05          | P | K | Dionys Pruckner, Pianist e Musiklehrer.                                                                            | 1834 | 1896 | Karl Donndorf, Bronzemedaillon mit Porträtrelief, 1893.                                                                                    |
|                     | ?           | P | K | Familie Freiherren von Reitzenstein.                                                                               | 1846 | 1899 | Teilweise roher Marmorblock mit Bronzebeschlag.                                                                                            |
|                     | 03          | P | K | Robert Roemer, Rechtswissenschaftler e político.                                                                   | 1823 | 1879 | Obelisk mit Reliefmedaillon. |
|                     | 16          | P | K | Emil von Rümelin, Oberbürgermeister von Stuttgart.                                                                 | 1846 | 1899 | Grabdenkmal mit Reliefmedaillon e Wappenrelief von Stuttgart.                                                                              |
|                     | 01          | P | K | Familie Sauters e Entress-Fürsteneck.                                                                              |      |      | Adolf Gnauth, Mausoleum, 1872. |
|                     | ?           | P |   | Karl Sautter, Postbeamter e Staatssekretär.                                                                        | 1872 | 1960 | |
|                     | ?           | P | K | Albert Schäffle, k. k. österreichischer Minister.                                                                  | 1831 | 1903 | Grabdenkmal mit Steinkreuz e Lorbeerkranz.                                                                                                 |
|                     | ?           | P |   | Käte Schaller-Härlin, pintora.                                                                                     | 1877 | 1973 | |
|                     | 32 (Zaun)   |   | K | Hans Schiedmayer.                                                                                                  | 1897 | 1979 | Gustav Adolf Bredow, Skulptur einer Mutter mit ihrem trauernden Sohn.                                                                      |
|                     | 07          | P | K | Johannes von Schlayer, württembergischer Staatsminister.                                                           | 1897 | 1979 | Skulptur eines Posaunenengels. |
|                     | ?           | P |   | Rudolf von Schmid, teólogo.                                                                                        | 1828 | 1907 | |
|                     | 02          | P | K | Georg Schöttle, Bauunternehmer, Möbelfabrikant e Initiator der Stuttgarter Pferdeeisenbahn.                        | 1823 | 1897 | Obelisk mit Porträtmedaillon in Bronze. |
|                     | 02          | P |   | Tony Schumacher, Kinderbuchautorin.                                                                                | 1848 | 1931 | |
|                     | 27          | P |   | Willy Seiler, ator e Moderator, Ehemann von Ruth Mönch.                                                            | 1930 | 1988 | |
|                     | 05          | P |   | Ernst Eberhard Friedrich von Seyffer, Leiter der königlich württembergischen Bau- e Gartendirektion.               | 1781 | 1856 | Wandepitaph an der Mauer zur Friedhofstraße.                                                                                               |
|                     | 05          | P |   | Otto Ernst Julius Seyffer, Physiker.                                                                               | 1823 | 1890 | Wandepitaph an der Mauer zur Friedhofstraße.                                                                                               |
|                     | 16          | P | K | Heinrich von Sick, Oberbürgermeister von Stuttgart.                                                                | 1822 | 1881 | Relief mit Kranz e pflanzlichen Ornamenten.                                                                                                |
|                     | 24 (Zaun)   |   | K | Robert Sick. | 1854 | 1913 | Adolf Fremd, Skulptur einer Frau, den Himmel anrufend.                                                                                     |
|                     | 14          | P |   | Ernst von Sieglin, Seifenfabrikant, Antikenforscher, Kunstmäzen.                                                   | 1848 | 1927 | Engelstandbild, Bronzeeinfriedung. |
|                     | ?           | P |   | Heinrich Sontheim, „Kaiser der Tenöre“.                                                                            | 1820 | 1912 | |
|                     | 01          | P | K | Hans Speidel, General.                                                                                             | 1897 | 1984 | Reliefs einer Frau e eines Manns (?). |
|                     | 08          | P |   | Hans Spemann, Biologe.                                                                                             | 1869 | 1941 | |
|                     | 18          |   | K | Hermann Staigmüller                                                                                                | 1857 | 1908 | Engel unter Torbogen von Jakob Brüllmann nach einem Entwurf von Theodor Fischer                                                            |
|                     | 26          | P |   | Franz Seraph Stirnbrand, württembergischer Hofmaler.                                                               | 1788 | 1882 | |
|                     | 12          | P | K | Albert Stotz, Pionier der Gießereitechnik.                                                                         | 1815 | 1893 | Bronzehochrelief mit zwei Figuren e Engelsköpfchen.                                                                                        |
|                     | 17          | P |   | Wilhelm Strienz, deutscher Sänger (Bass).                                                                          | 1900 | 1987 | |
|                     | 07          | P |   | Karl Friedrich Stroheker, Althistoriker.                                                                           | 1914 | 1988 | |
|                     | 41          | P | K | Anna Sutter, Opernsängerin.                                                                                        | 1871 | 1910 | Statue eines nackten Trauernden mit Kranz                                                                                                  |
|                     | 03          |   | K | Hans Joachim Uerz.                                                                                                 | 1930 | 2006 | |
|                     | ?           |   | K | Familie Vischer, Foto vor 1899.                                                                                    |      |      | Eisenlohr & Weigle, architektonisches Grabdenkmal. Ausführung: Hermann Vischer, Hofwerkmeister.                                            |
|                     | 08          |   | K | Paul Voeth. | 1844 | 1912 | Daniel Stocker, Skulptur einer stehenden Trauernden.                                                                                       |
|                     | 02          | P |   | Karl Gustav Vollmoeller, Dichter e Flugzeugkonstrukteur.                                                           | 1878 | 1948 | |
|                     | –           | P |   | Claire Waldoff, Kabarettistin e Sängerin. Urne: Kolumbarium 23-38594.                                              | 1884 | 1957 | |
|                     | ?           | P |   | Else Wallach geb. Weil, Modell der Stuttgardia am Stuttgarter Rathaus (→ Abbildung).                               | 1884 | 1955 | |
|                     | ?           | P |   | Josef Warscher, Geschäftsführer der Israelitischen Religionsgemeinschaft in Württemberg.                           | 1908 | 2001 | |
| Familiengrab Weidle | 61          |   | K | Familie Weidle, in Auftrag gegeben von Karl Otto Weidle, Generalvertreter der Stuttgarter Lebensversicherungsbank. | 1888 |      | Bronzeengel mit Kranz,1928 |
|                     | ?           | P | K | Carl Weitbrecht, Diakon, escritor e Rektor der TH Stuttgart.                                                       | 1847 | 1904 | Säule mit Bronzerelief e Steinvase. |
|                     | 37          | P |   | Karl von Weizsäcker, württembergischer Ministerpräsident.                                                          | 1853 | 1926 | |
|                     | 24 (Zaun)   | P | K | Konrad Wittwer, Verlagsbuchhändler político.                                                                       | 1903 | 1973 | klassizistisches Grabdenkmal. |
|                     | 15          | P |   | Eduard Zeller, teólogo e Philosoph.                                                                                | 1814 | 1908 | |
|                     | 08          | P | K | Ferdinand von Zeppelin, pioneiro do dirigível.                                                                     | 1838 | 1917 | Cruz de pedra. |
|                     | 23          |   | K | Familie Zweigart.                                                                                                  |      |      | Ludwig Habich, Skulptur einer stehenden Trauernden.                                                                                        |

### Parte israelense

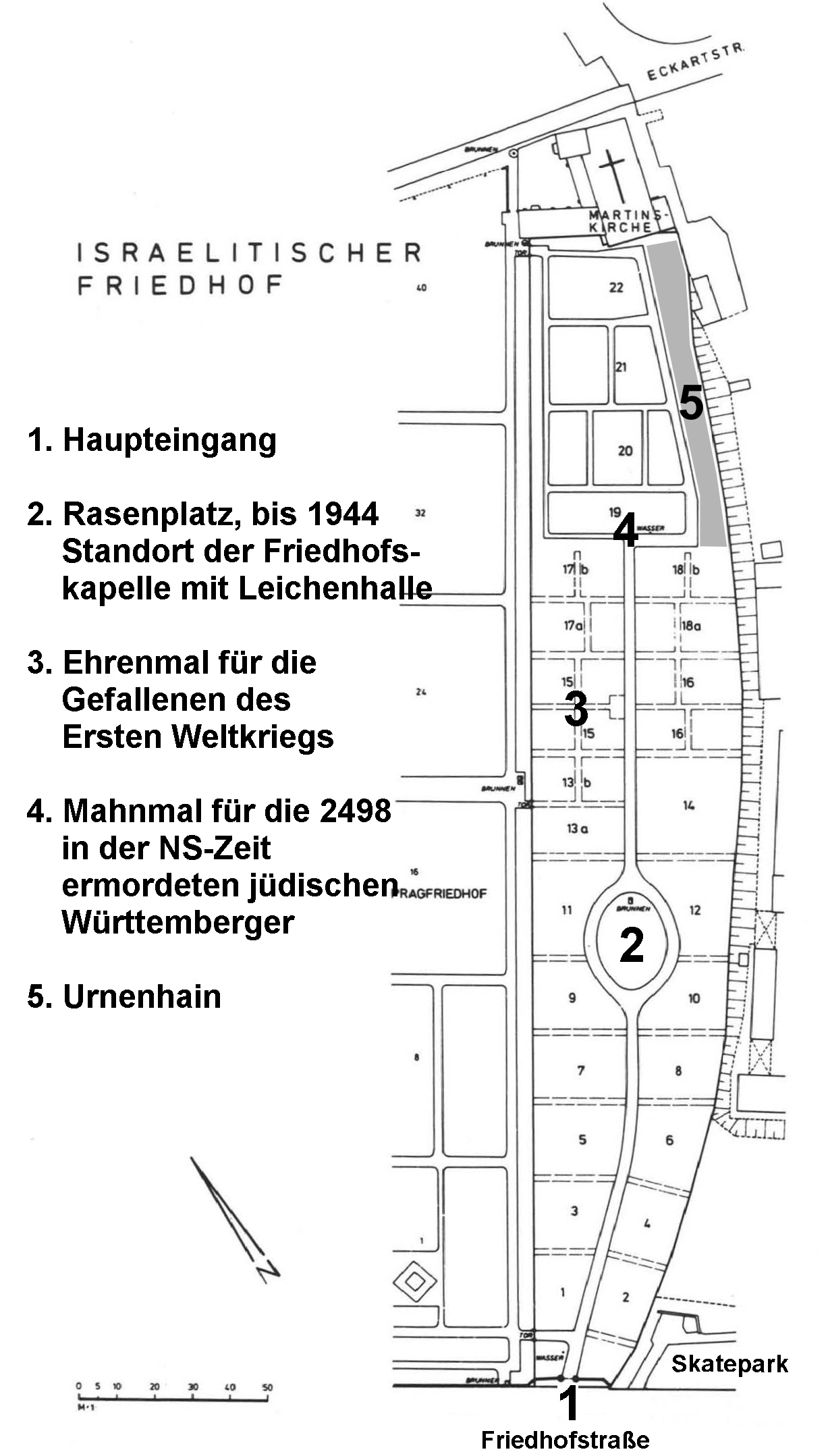
Mapa da parte israelense do Pragfriedhof

| Imagem | #     | P | K | Sepultura                                              | *    | †    | Artista / Objeto                                       |
| ------ | ----- | - | - | ------------------------------------------------------ | ---- | ---- | ------------------------------------------------------ |
|        | 01    |   | K | Sigmund Benzinger, Fabrikdirektor.                     | 1844 | 1933 | klassizistisches Grabdenkmal mit Amphore.              |
|        | 20 Ur | P |   | Sigismund Frank, Bankier, pai do escritor Bruno Frank. | 1848 | 1930 |                                                        |
|        | 02    | P | K | Albert Güldenstein, escultor.                          | 1822 | 1891 | Bronzetafel mit zwei Wappen e pflanzlichen Ornamenten. |
|        | 03    |   | K | Joseph Kaufmann, Fabrikant.                            | 1799 | 1861 | maurische (neu-islamische) Stilelemente.               |
|        | 01    |   | K | Eduard Pfeiffer, Ingenieur.                            | 1819 | 1883 | maurische (neu-islamische) Stilelemente.               |
|        | 05    |   | K | Leopold Rosenheim, Kaufmann.                           | 1846 | 1879 | abgebrochene Säule.                                    |